# Manat turkmen
Manat turkmen este unitatea monetară oficială a Turkmenistanului.

## Istorie
Manatul turkmen a fost creat la 1 noiembrie 1993, pentru a înlocui rubla rusească, la o rată de schimb de 1 manat turkmen = 500 de ruble. Un manat tukmen se subdivide în 100 de tenge / tennesi.

## Etimologie
Cuvântul Manat este împrumutat din limba rusă: Монета, pronunțat: [man'eta], care semnifică „monedă metalică”, „mărunțiș”.
„Manat” era, în epoca sovietică și denumirea rublei sovietice în limbile azeră și turkmenă.
De notat este faptul că actuala unitate monetară oficială a Azerbaidjanului este manatul azer.

## Cupiuri

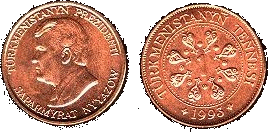
Monedă de 1 tennesi
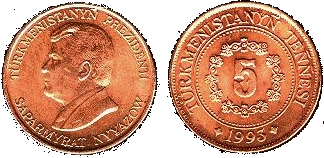
Monedă 5 tennesi
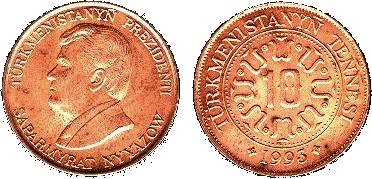
Monedă 10 tennesi

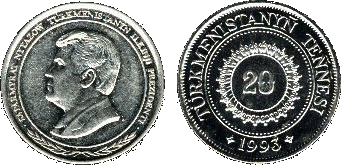
Monedă 20 tennesi
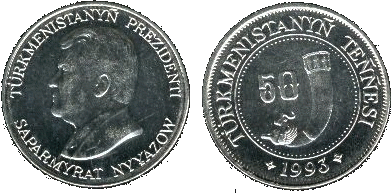
Monedă 50 tennesi
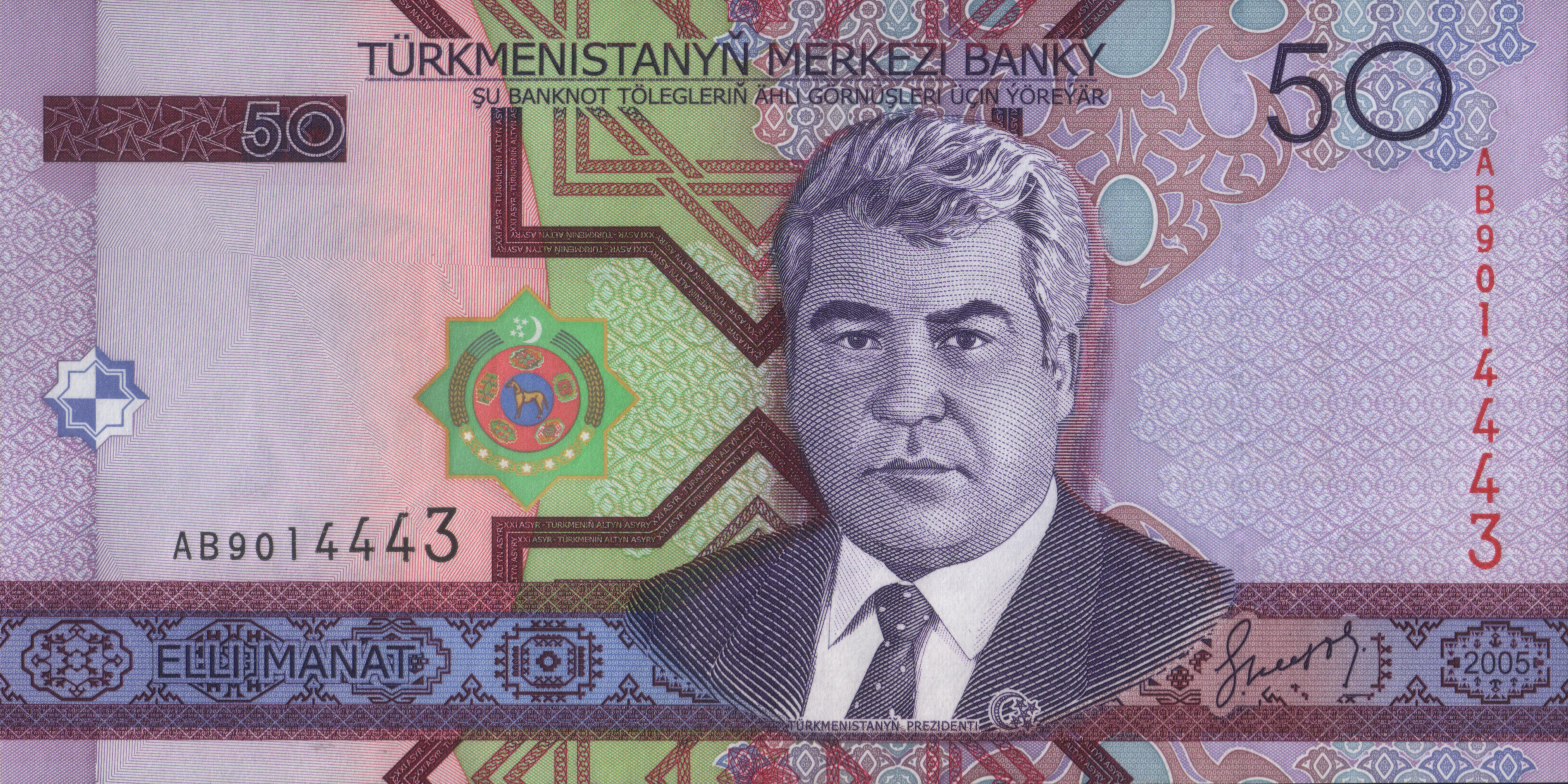
Bancnotă de 50 manat, ediția 2005

Bancnotele emise sunt de 1, 5, 10, 50, 100, 500, 1000, 5000 și de 10000 de manat, iar monedele metalice sunt de 500 și de 1000 de manat. Toate bancnotele și monedele metalice poartă efigia președintelui Saparmurat Niyazov.
Între cursul oficial și cel de pe piața neagră există un ecart de circa 20%.

### Manatul nou

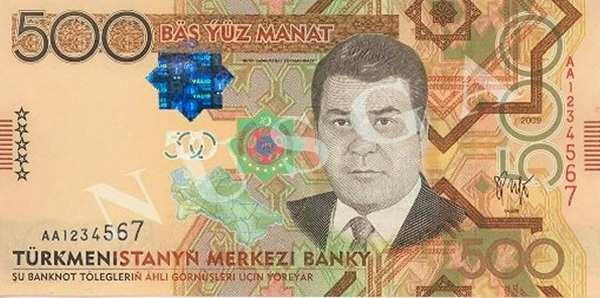
Bancnotă de 500 manat, ediția 2009

De la 1 ianuarie 2009, manatul a fost înlocuit cu manatul nou (cod ISO 4217: TMT), ISO numeric: 934. Rata de conversie a fost de 5000 de manat vechi = 1 manat nou.
Bancnotele au fost proiectate și tipărite de firma britanică De La Rue International Limited, care a realizat și alte ediții ale bancnotelor turkmene emise după obținerea independenței țării.
Pe noile bancnote turkmene sunt gravate efigiile unor personalități turkmene, precum și compoziții arhitecturale din capitala Turkmenistanului, Așgabat. Astfel, 
1. Bancnota de 1 manat îl reprezintă pe Togrul Bek Turkmen;
2. Bancnota de 5 manat îl reprezintă pe Soltan Sanjar Turkmen;
3. Bancnota de 10 manat îl reprezintă pe Mahtumkuli Fragi;
4. Bancnota de 20 manat îl reprezintă pe Geroglî Bek Turkmen;
5. Bancnota de 50 manat îl reprezintă pe Gorgut Ata Turkmen;
6. Bancnota de 100 de manat îl reprezintă pe Oguz Han Turkmen;
7. Bancnota de 500 manat îl reprezintă pe Saparmurat Niyazov, primul președinte al Turkmenistanului independent.